# 園藝剪

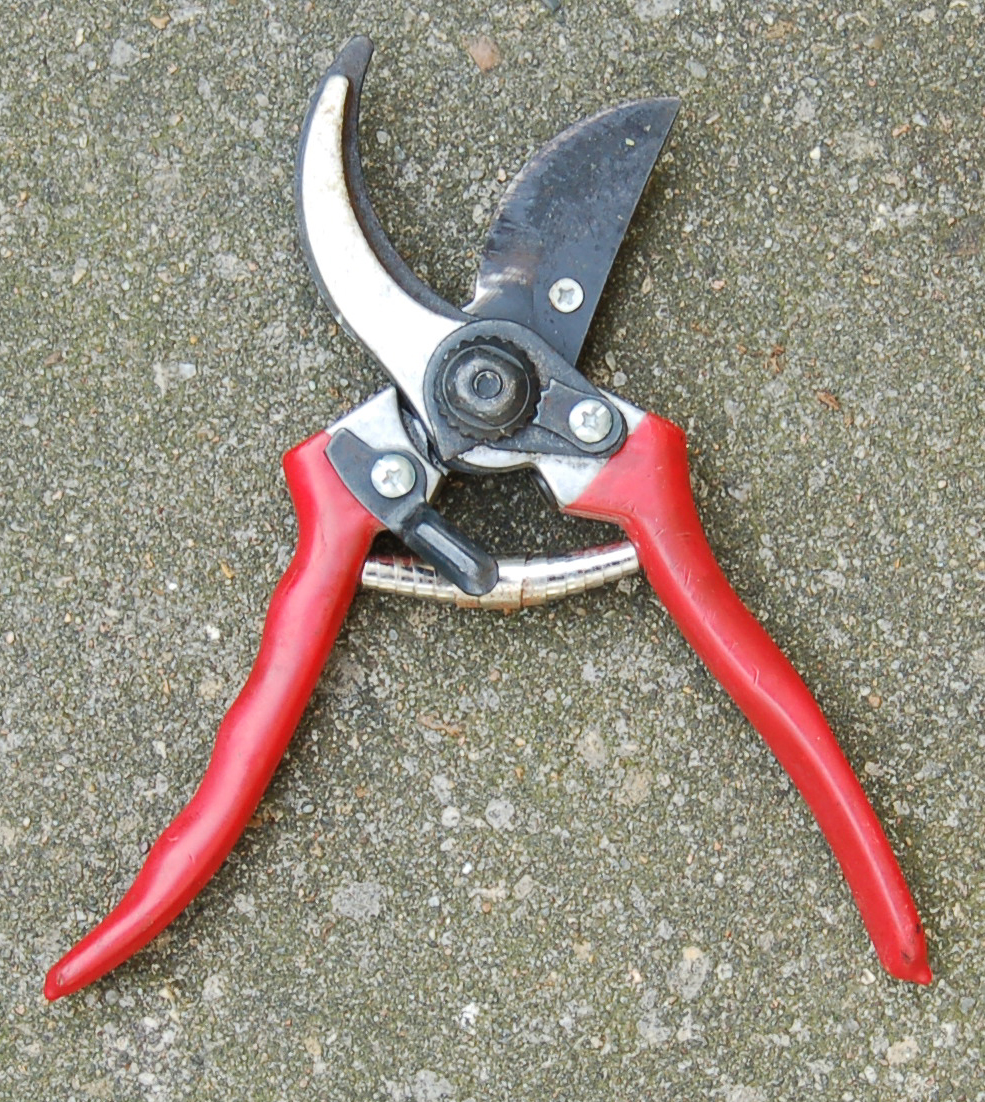
交錯式園藝剪

園藝剪，（又稱剪定鋏、修枝剪）是一種修剪樹木和灌木植物的剪刀，它們用於園藝、果樹栽培、養殖、插花。
依照使用目的的不同大致可分為高枝剪、修枝剪、採果剪、花藝剪。

## 刀片種類

### 交錯式修枝剪 （bypass）
這是一般在園藝資材行最常見的修枝剪，這類的剪刀經常用來活枝。修剪樹枝後可看見平整、良好的切口。
因為這種剪刀是由極為鋒利的上部扇形刀片與另一片彎曲且具銳利邊緣的弧形下部刀片所共同組成。這樣具弧形設計的刀片可以使切割綠色植物的莖、樹枝變的更為輕而易舉。因此，對於修剪一般樹枝來說，交錯式修枝剪是首要的選項。

### 刀砧式修枝剪 （anvil）
刀砧式修枝剪的設計原理類似於菜刀與砧板的概念，通常用在枯木之中。由於枯木通常木質化較顯著的原因，必須要更強的剪切力道，因此刀砧式剪刀便是修剪枯木的首選。